# 载客量
在公共交通领域，载客量（patronage, ridership）指的是使用某个运输服务的人数。通常情况下，载客量是给定运输服务在一段时间内的使用量总和。载客量经常被当作评判一个运输服务的成功度或实用度的指标数据。一般地，载客量的统计包括一年里使用整个运输系统的人数和单条运输线路每日的使用人数。
这个概念不应该和特定车辆或运输线路的最大载客量（maximum capacity）相混淆。

## 另请参阅
- 班距
- 搭乘率（英语：Passenger load factor）